# 维克多·奥比纳
維克多·奧賓拿（Victor Nsofor Obinna，1987年3月25日—）是一名尼日利亞足球運動員，擔任前鋒，現時由效力德国球队杜伊斯堡。曾参加2008年北京奥运男子足球比赛，最终获得银牌。

## 外部連結
- FootballDatabase.com profile （页面存档备份，存于）
- Soccernet.com profile
- NigerianPlayers.com profile （页面存档备份，存于）
- 维克多·奥比纳 – FIFA國際賽競賽紀錄 (存檔)